# Światowy Kongres Kopernikański
Światowy Kongres Kopernikański (ang. World Copernican Congress) – wydarzenie zorganizowane z okazji 550. rocznicy urodzin Mikołaja Kopernika (1473-1543), uczonego i wybitnego astronoma, twórcy teorii heliocentrycznej, autora dzieła „De revolutionibus orbium coelestium” („O obrotach sfer niebieskich”). Światowy Kongres Kopernikański zorganizowały cztery polskie instytucje:
- Uniwersytet Mikołaja Kopernika w Toruniu (UMK),
- Uniwersytet Jagielloński (UJ),
- Uniwersytet Warmińsko-Mazurski w Olsztynie (UWM),
- Instytut Historii Nauki im. Ludwika i Aleksandra Birkenmajerów Polskiej Akademii Nauk (IHN PAN).

## Przebieg
Oficjalne otwarcie Światowego Kongresu Kopernikańskiego odbyło się 19 lutego 2023 roku w Auli Uniwersytetu Mikołaja Kopernika w Toruniu. W uroczystości wzięli udział:
- szef Kancelarii Prezydenta RP Grażyna Ignaczak-Bandych,
- minister edukacji i nauki prof. Przemysław Czarnek,
- rektor Uniwersytetu Jagiellońskiego w Krakowie prof. Jacek Popiel,
- rektor Uniwersytetu Warmińsko-Mazurskiego w Olsztynie prof. Jerzy Przyborowski,
- rektor Uniwersytetu Mikołaja Kopernika w Toruniu prof. Andrzej Sokala,
- dyrektor Centrum Badań Kopernikańskich UMK prof. Krzysztof Mikulski.

Wykład inauguracyjny wygłosił prof. Phillip James Edwin Peebles, kanadyjski astronom i kosmolog, laureat Nagrody Nobla w dziedzinie fizyki za rok 2019.
Obrady Światowego Kongresu Kopernikańskiego odbyły się w:
- Krakowie (24–26 maja 2023 r.)[5][6][7] – w obradach uczestniczyli ekonomiści, filozofowie oraz badacze historii tych dyscyplin[8];

- Olsztynie (21–24 czerwca 2023 r.)[9][10] – obrady skupiły się wokół biografii wielkiego astronoma, a także muzeach mu poświęconych[11];

- Toruniu (11–15 września 2023 r.)[12][13] – w obradach uczestniczyli historycy, kulturoznawcy, literaturoznawcy, historycy sztuki, astronomowie i historycy astronomii oraz przedstawiciele nauk medycznych[14].